# Jovan Belcher
 (juin 2024).
Si vous disposez d'ouvrages ou d'articles de référence ou si vous connaissez des sites web de qualité traitant du thème abordé ici, merci de compléter l'article en donnant les références utiles à sa vérifiabilité et en les liant à la section « Notes et références ».
Pour les articles homonymes, voir Belcher.
(en) Statistiques sur pro-football-reference
Jovan Allen Belcher, (24 juillet 1987 – 1 décembre 2012), était un secondeur de football américain qui a joué au football universitaire à l'Université du Maine et pour les Chiefs de Kansas City dans la Ligue Nationale de Football.

## Début de la vie
Belcher est né à West Babylon, New York, le 24 juillet 1987, fils de John Belcher et Cheryl Shepard. Au lycée, Belcher excellait dans la lutte et le football. Il a été capitaine de l'équipe pendant deux ans alors qu'il jouait au football au lycée, menant son équipe aux championnats locaux. En tant que senior, il a mené son équipe à une saison sans défaite jusqu'à ce qu'elle soit déjouée après avoir perdu le championnat.

## Collège
Bien qu'il n'ait été recruté par aucun programme universitaire majeur aux États-Unis, Belcher s'est engagé auprès de l'Université du Maine. Il a passé quatre ans au collège, obtenant un diplôme en développement de l'enfant et en relations familiales.

## Carrière dans les ligues majeures
Malgré les projections selon lesquelles Belcher irait au moins jusqu'au sixième tour du repêchage de la Ligue Nationale de Football de 2009, aucune équipe ne voulait le recruter. Belcher a signé avec les Chiefs de Kansas City en tant qu'agent libre non repêché trois jours après la conclusion du repêchage. Il pesait 228 livres au moment de sa signature, ce qui était exactement le poids idéal pour que Belcher puisse jouer à tous les postes du corps des secondeurs. Il a disputé les 16 matchs au cours de sa première année avec trois départs.
Belcher a débuté plus fréquemment lors de la saison 2010, où les Chiefs ont respecté un record de 10-6, assez juste pour se qualifier pour les séries éliminatoires. Les Chiefs ont perdu 7-30 contre les Ravens de Baltimore lors du tour de wild card, où Belcher a réalisé un sac et demi sur neuf plaquages dans le match.
Belcher deviendra un titulaire fréquent pendant ses deux saisons restantes avant sa mort fin 2012.

## Décès
Fin 2012, Belcher résidait à Kansas City avec sa petite amie Kasandra Perkins et leur bébé de trois mois, Zoey. Belcher et Perkins ont été présentés par l'intermédiaire du demi offensif des Chiefs Jamaal Charles, dont l'épouse était la cousine germaine de Perkins. Perkins a également fait du bénévolat dans la communauté et avec les Chiefs dans le cadre de leur organisation féminine, un groupe d'épouses de joueurs et d'autres personnes importantes qui font du travail caritatif et mènent des campagnes de sensibilisation.
Les amis et la famille ont déclaré que le couple se disputait fréquemment, principalement en raison de situations financières. Belcher a déclaré qu'il était revenu d'un concert où Trey Songz s'était produit, et qu'une autre dispute avait éclaté avec sa petite amie, ce qui a conduit Belcher à se retirer pour assister à d'autres concerts d'autres artistes. Pendant que Belcher était à ces concerts, il a rencontré une autre femme, mais après l'avoir perdue dans la foule, Belcher l'a suivi en se rendant dans son complexe d'appartements. Près de trois heures après minuit, la police a été appelée dans le complexe d'appartements en raison d'une activité suspecte. Belcher a déclaré à la police qu'il attendait la femme qu'il essayait de rattraper et qu'il voulait le code de son appartement. Des voisins l'ont fait entrer dans le complexe et l'ont autorisé à y passer la nuit.
À sept heures du matin, le 1 décembre 2012, Belcher est rentré chez lui et une autre dispute avec sa petite amie a éclaté. Cheryl Shepherd, qui serait la mère de Perkins, était présente sur les lieux pour aider à prendre soin de la petite fille du couple. Finalement, arrivé à son point de rupture, Belcher a sorti une arme et a ouvert le feu sur Perkins, la tuant sur le coup. La police a été appelée et est arrivée sur les lieux cinquante minutes après le retour de Belcher chez lui. Perkins avait 22 ans lorsqu'elle est décédée, blessée par balle au cou, à la poitrine, à l'abdomen, à la hanche, au dos, à la jambe et à la main, soit un total de neuf balles.
Après avoir tiré sur sa petite amie, Belcher a fui les lieux et s'est rendu dans un centre d'entraînement en association avec Kansas City, à seulement cinq miles de sa résidence. Il est sorti du véhicule avec une arme pointée sur sa tête lorsque Scott Pioli, le directeur général des Chiefs de Kansas City, a été témoin de ce qui se passait. Belcher a expliqué avec émotion qu'il avait récemment tiré sur sa petite amie et qu'il voulait remercier l'organisation des Chiefs pour tout. Le propriétaire des Chiefs, Clark Hunt, l'entraîneur-chef Romeo Crennel et l'entraîneur des secondeurs Gary Gibbs ont rejoint le groupe pour tenter de dissuader Belcher de se suicider. Alors que les sirènes des véhicules de police commençaient à retentir, Belcher a appuyé sur la gâchette et s'est tiré une balle dans la tête, mourant sur le coup. Il avait 25 ans et sa mort a été déclarée comme un suicide,,.
Le 14 janvier 2013, un bureau d'examen médical du pays a mené une enquête sur Belcher, qui a montré que son taux d'alcoolémie était de 0,017, soit près du double des points dépassant les limites légales de conduite dans l'État du Missouri. De plus, il souffrait également d’une maladie cérébrale dégénérative appelée encéphalopathie traumatique chronique, fréquente chez ceux qui souffraient de coups répétés à la tête lors de sports de combat, notamment de football.
Le 5 décembre 2012, une veillée dans un centre de culte a eu lieu en l'honneur de Belcher. Les funérailles de Belcher ont eu lieu à Blue Ridge, au Texas, le lendemain. Une autre cérémonie commémorative a eu lieu à Austin, au Texas, deux jours plus tard.
La police a révélé que l'arme utilisée par Belcher pour se suicider était différente de celle avec laquelle il a tiré sur Perkins. Belcher avait d'autres armes à feu présentes à sa résidence, qu'il était légalement autorisé à utiliser, et les a utilisées sur un champ de tir. Belcher a été enterré dans sa ville natale, North Babylon, New York, le 12 décembre 2012.